# Anticlea adlata
Anticlea adlata är en fjärilsart som beskrevs av Otto Staudinger 1895. Anticlea adlata ingår i släktet Anticlea och familjen mätare. Inga underarter finns listade i Catalogue of Life.